# Kill the House Lights
Kill the House Lights es un álbum recopilatorio del grupo de rock de Nueva Jersey Thursday. El álbum incluye muchas versiones inéditas de canciones antiguas, así como tres nuevas canciones. También incluye un DVD con un documental sobre la banda y actuaciones en directo. El nombre del registro se deriva de una letra de la canción "M. Shepard" del álbum War All the Time de 2003.
Thursday anunció que estarían filmando un álbum en vivo el 27 de diciembre de 2006, en Starland Ballroom en Sayreville, Nueva Jersey. Grabaron su show más pequeño en Maxwell en Hoboken, Nueva Jersey el día siguiente.

## Lista de canciones

### CD
1. "Ladies and Gentlemen: My Brother, the Failure" (con Tim Kasher) - 4:12
2. "Dead Songs" - 2:52
3. "Voices on a String" - 3:33
4. "Signals Over the Air" (Live at Starland Ballroom) - 4:25
5. "How Long Is the Night?" (Original Intro) - 6:45
6. "A Sketch for Time's Arrow" - 1:39
7. "Panic on the Streets of Health Care City" - 3:15
8. "The Roar of Far Off Black Jets" - 1:59
9. "Paris in Flames" (Demo) - 4:32
10. "Telegraph Avenue Kiss" (Rich Costey Mix) - 3:42
11. "Wind-Up" (Demo) - 4:08
12. "Music from Kill the House Lights" (Demo) - 1:16

- "A Sketch for Time's Arrow" es un demo de "Time's Arrow" de la posterior álbum Common Existence
- Panic on the Streets of Health Care City es una versión alternativa de "The Other Side Of A Crash/Over And Out (Of Control)" de A City By The Light Divided
- "La música de Kill the Lights House" es un demo de "In Silence".

### Best Buy Bonus Tracks
1. "Cross Out the Eyes" (Live at The Grove) - 4:22
2. "Steps Ascending" (Live at The Grove) - 5:27
3. "How Long Is the Night?" (Live at The Grove) - 7:24

### Hot Topic Bonus Tracks
1. "Concealer" (Demo) - 2:23
2. "Telegraph Avenue Kiss" (Demo) - 3:46

### Live Performance (at the Starland Ballroom)
1. "At This Velocity" - 2:50
2. "Otherside of the Crash/Over and Out (of Control)" - 4:39
3. "Paris in Flames" - 4:26
4. "Autobiography of a Nation" - 3:35
5. "Understanding in a Car Crash" - 4:12
6. "Signals Over the Air" - 4:19
7. "Sugar in the Sacrament" - 4:52
8. "Jet Black New Year" - 4:44
9. "Steps Ascending" - 4:19
10. "Division St." - 4:04

## DVD
1. Intro: Live from Starland Ballroom, Music: "Otherside of the Crash" (en reversa)
2. "At This Velocity" - Live at Starland Ballroom
3. "This Side of Brightness", corte de audio de demo temprano
4. "The Other Side of the Crash", en vivo en Starland Ballroom
5. "Mass As Shadows", demo temprano
6. "Streaks In the Sky", en vivo en el sótano de Geoff
7. "Porcelain", vivo
8. "Paris In Flames", en vivo en Starland Ballroom
9. "In Transmission", vivo
10. "Ian Curtis", en vivo en Melody Bar
11. "Autobiography of a Nation", en vivo en Starland Ballroom
12. "Steps Ascending", en vivo en Detroit
13. "Understanding In a Car Crash", cortes del video musical original
14. "How Long is The Night", audio de la intro original
15. "Understanding In A Car Crash", en vivo en Starland Ballroom
16. "I Am The Killer", instrumental con video del Warped Tour
17. "How Long Is The Night", en vivo en el Warsaw
18. "Cross Out The Eyes", mezcla instrumental
19. "Division Street", en vivo en Detroit
20. "Roar of Far Off Black Jets", corte de audio
21. From "Marches And Maneuvers"
22. "For The Workforce, Drowning", videoclip musical
23. "Sugar In The Sacrament", en vivo en Starland Ballroom
24. "Music From Kill The House Lights"
25. "Blinding Light", videoclip de Taste of Chaos in Australia
26. "Skate And Surf video Short"
27. "I1100", mezcla instrumental

- La lista de canciones de arriba es de la música incluida en el documental titulado "Kill the House Lights".

La siguiente es la lista de canciones de un espectáculo de la víspera de Año Nuevo anual registrado en diciembre de 2006 en el salón de baile Starland que se incluye en el DVD.
1. "At This Velocity"
2. "Other Side of the Crash"
3. "Paris in Flames"
4. "Autobiography of a Nation"
5. "Understanding in a Car Crash"
6. "Signals Over the Air"
7. "Sugar in the Sacrament"
8. "Jet Black New Year"
9. "Steps Ascending"
10. "Division St."

Bonus material 
1. "I Am the Killer" (Live)
2. "Moe, Larry & Surly"
3. "Ballad of Andrew"

- La grabación del "I Am the Killer" no es la grabación aparece en Kill the House Lights.
- "Ballad of Andrew" es video de Andrew antes de unirse como miembro oficial de la banda, a trabajar como corredor deWar All the Time, haciendo tareas tales como la fijación del radiador del productor.

## Créditos
- Geoff Rickly - voces
- Tom Keeley - guitarra, voces
- Steve Pedulla - guitarra, voces
- Tim Payne  - bajo
- Tucker Rule - batería